# Метафазный анализ хромосомных аберраций
Метафазный анализ — анализ наличия хромосомных аберраций, то есть изменения структуры хромосом, на стадии метафазы.
Этот метод позволяет выявить мутагенную активность того или иного фактора, оценить степень мутагенной активности фактора, силу воздействия разных его доз, определять минимальную действующую дозу, определять зависимость доза-эффект.
Данный метод является более точным в сравнении с ана-телофазным методом, однако пригоден только для объектов, для которых уже идентифицированы все хромосомы, определён кариотип. Он также более сложный и требует высокой квалификации исследователя. Его используют, например, для диагностики хромосомных болезней человека.